# Курское (Приморский край)
Ку́рское — село в Лесозаводском городском округе Приморского края России.

## География
Село находится на правом берегу реки Кабарга, примерно в 5 км до впадения её в реку Уссури, к западу от автотрассы А370 «Уссури», на расстоянии 8 км (по прямой) к юго-востоку от города Лесозаводск, административного центра округа.

## Население
| 2002 | 2007 | 2010 |
| ---- | ---- | ---- |
| 686  | ↗702 | ↘638 |

## Улицы
| - ул. Ворошиловская, - ул. Заречная, - ул. Зелёная, - ул. Молодёжная, - ул. Набережная, | - ул. Полевая, - ул. Почтовая, - ул. Советская, - ул. Украинская, - ул. Ярославская. |

## Экономика
Жители занимаются сельским хозяйством.

## Инфраструктура
В окрестностях села находятся садово-огородные участки жителей Лесозаводска.

## Галерея

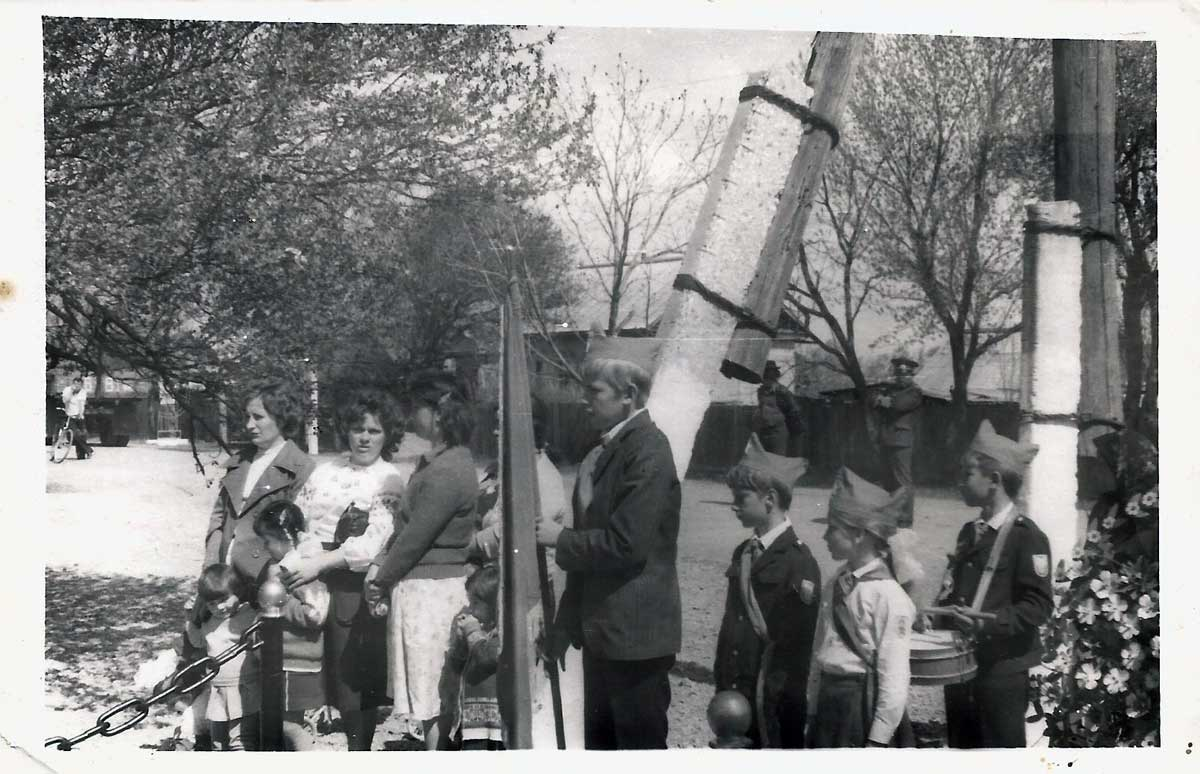
9 мая
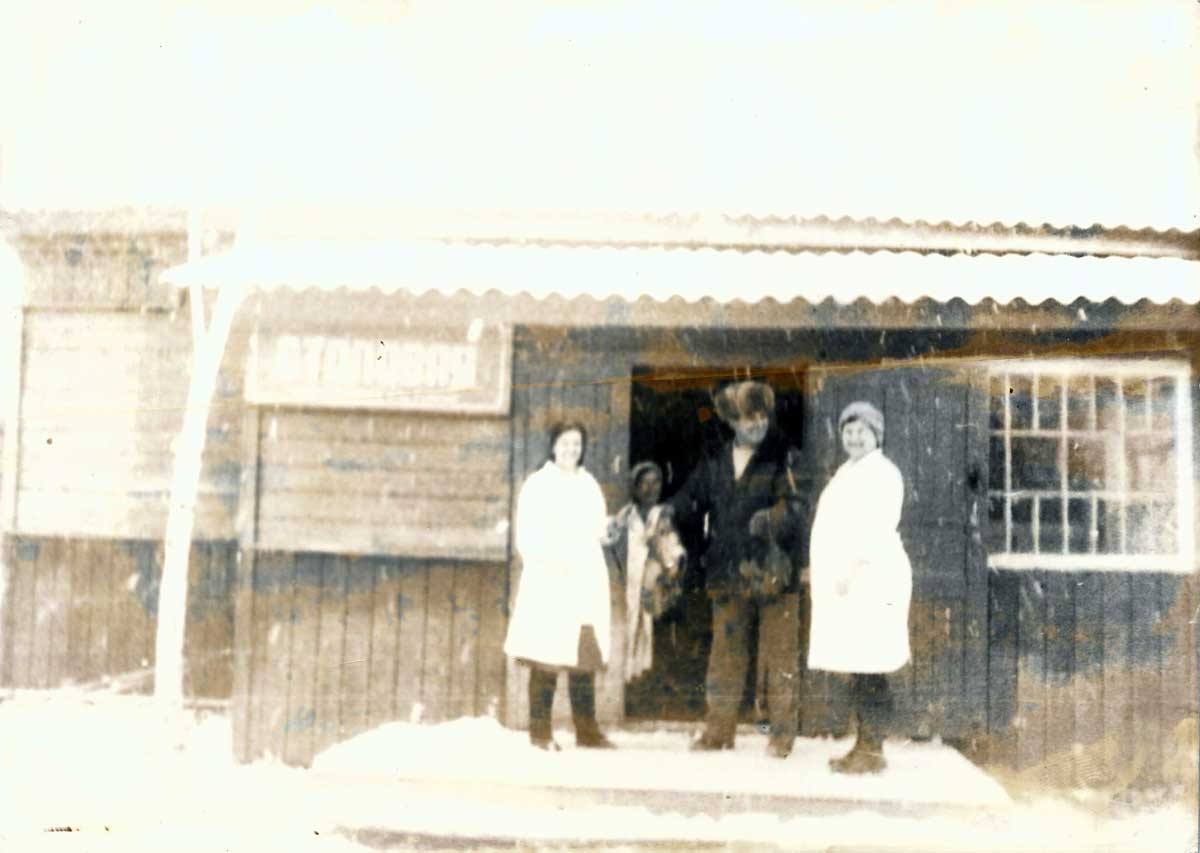
Столовая. Переселенцы. 1986
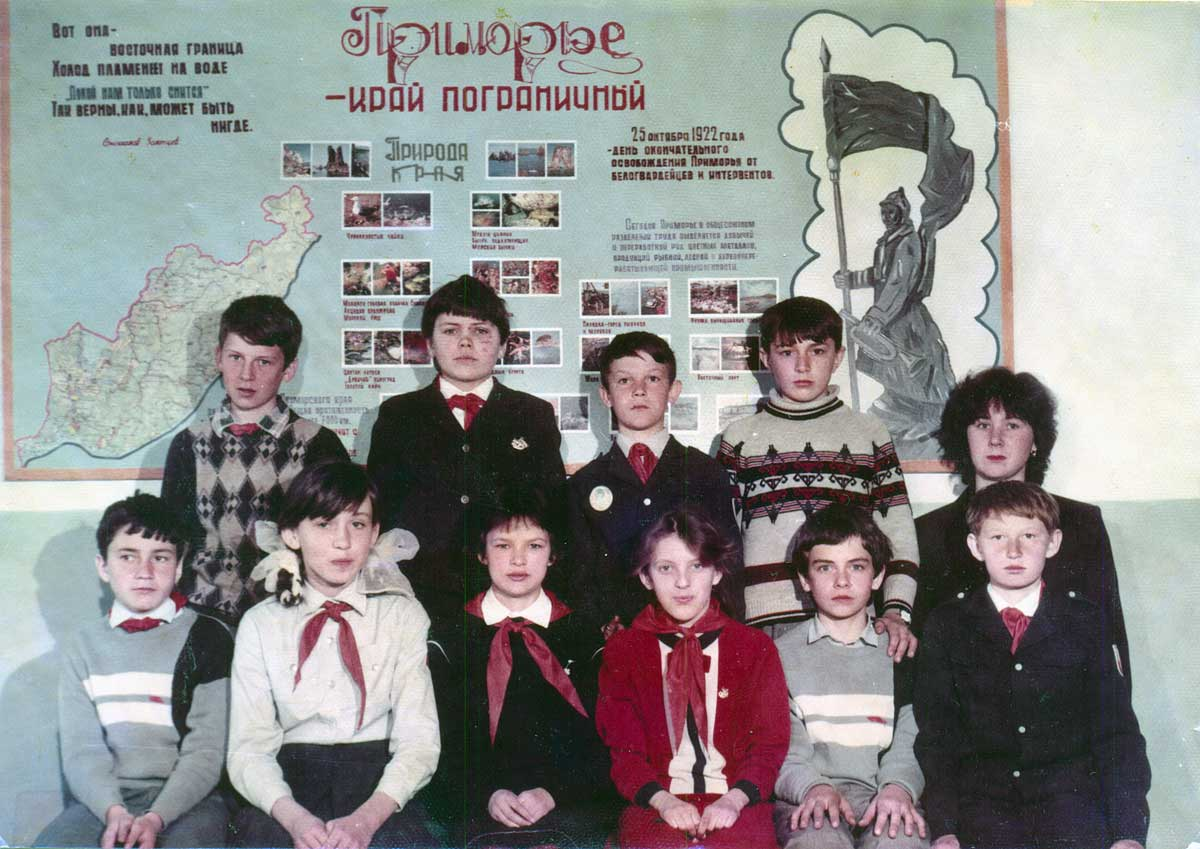
Школа